# Ханкайський заповідник
44°34′ пн. ш. 132°12′ сх. д. / 44.57° пн. ш. 132.2° сх. д.
Ханкайський заповідник (рос. Ханкайский заповедник) — державний природний заповідник, розташований у південно-західній частині Приморського краю, Росія.
Заповідник засновано 28 грудня 1990 року. Займає площу 39 289 га, включає акваторію озера Ханка і його узбережжі. Територія розділена на 5 ізольованих ділянок. Площа кожної ділянки заповідника (га):
- ділянка «Сосновий» — 375, в тому числі акваторії — 140;
- ділянка «Мельгуновський» — 300;
- ділянка «Річковий» — 12494;
- ділянка «Журавлиний» — 9479;
- ділянка «Чортове болото» — 16641, в тому числі ліс — 366 га (1,0 %).

У квітні 1996 року між Урядами Російської Федерації і Китайської Народної Республіки підписано угоду про створення на базі Ханкайського заповідника в Росії і китайського заповідника «Сінкай-Ху» міжнародного російсько-китайського заповідника «Озеро Ханка».

## Флора і фауна
На території заповідника мешкають 334 види птахів, 44 види занесені до Червоної книги Росії та 12 видів — в Міжнародну Червону книгу, найрідкісніші види — японський і даурський журавлі, Nipponia nippon, колпиця тощо. Чисельність птахів в пікові сезони міграції (квітень, жовтень) досягає 2 мільйонів. Фауна ссавців налічує 29 видів що постійно живуть, 5 — періодично заходять і 9-10 видів, присутніх під час сезонних міграцій. В озері Ханка мешкає 74 види риб.
Види риб червоної книги:
- Чорний амур Mylopharyngodon piceus
- Megalobrama terminalis
- Elopichthys bambusa
- Plagiognathops microlepis
- Сом Солдатова  Silurus soldatovi
- Китайський окунь,  Siniperca chuatsi

На території росте 49 рідкісних і зникаючих видів рослин (Euryale ferox, індійський лотос, Brasenia schreberi тощо). Кількість видів тварин: водних безхребетних — 533; риб — 75; амфібій — 6; рептилій — 7 (в тому числі корейська довгохвостка); птахів — 336; ссавців — 43.

## Клімат та екорегіон
Ханкайський заповідник належить до екорегіону Луки та лісові луки Суйфун-Ханка, безліса місцевість навколо озера Ханка на російському Далекому Сході, вздовж річки Верхня Уссурі та вздовж річки Суйфун на південь. Цей екорегіон характеризується вогнетривкими луками та лісом монгольського дуба, з високим рівнем різноманітності видів та ендемізмом.
Клімат Ханки - вологий континентальний клімат з теплим літом (кліматична класифікація Кеппена (Dfb)). Цей клімат характеризується великими коливаннями температури як добових, так і сезонних, з м’яким літом та холодною, сніжною зимою. Максимальна середньомісячна температура становить 20° C у липні, тоді як мінімальна середньомісячна температура становить −21° C у січні. Опади переважно падають влітку, середньорічна кількість опадів становить 500–650 мм/рік